# Olympische Geschichte Tadschikistans
| Gelbes Symbol für Goldmedaillen mit stilisierten Olympischen Ringen | Graues Symbol für Silbermedaillen mit stilisierten Olympischen Ringen | Braundes Symbol für Bronzemedaillen mit stilisierten Olympischen Ringen |
| ------------------------------------------------------------------- | --------------------------------------------------------------------- | ----------------------------------------------------------------------- |
| 1                                                                   | 1                                                                     | 2                                                                       |

Tadschikistan, dessen NOK, das Kumitai millii olimpii Todschikiston, 1992 gegründet und 1993 vom IOC anerkannt wurde, nimmt seit 1996 an Olympischen Sommerspielen und seit 2002 an Olympischen Winterspielen teil. Sportler aus Tadschikistan traten in der Zeit der Sowjetunion von 1952 bis 1988 für die sowjetische Olympiamannschaft an. 1992 waren tadschikische Sportler in die Mannschaft der GUS integriert. Jugendliche Athleten traten bei beiden bislang ausgetragenen Jugend-Sommerspielen an.

## Übersicht

### Sommerspiele

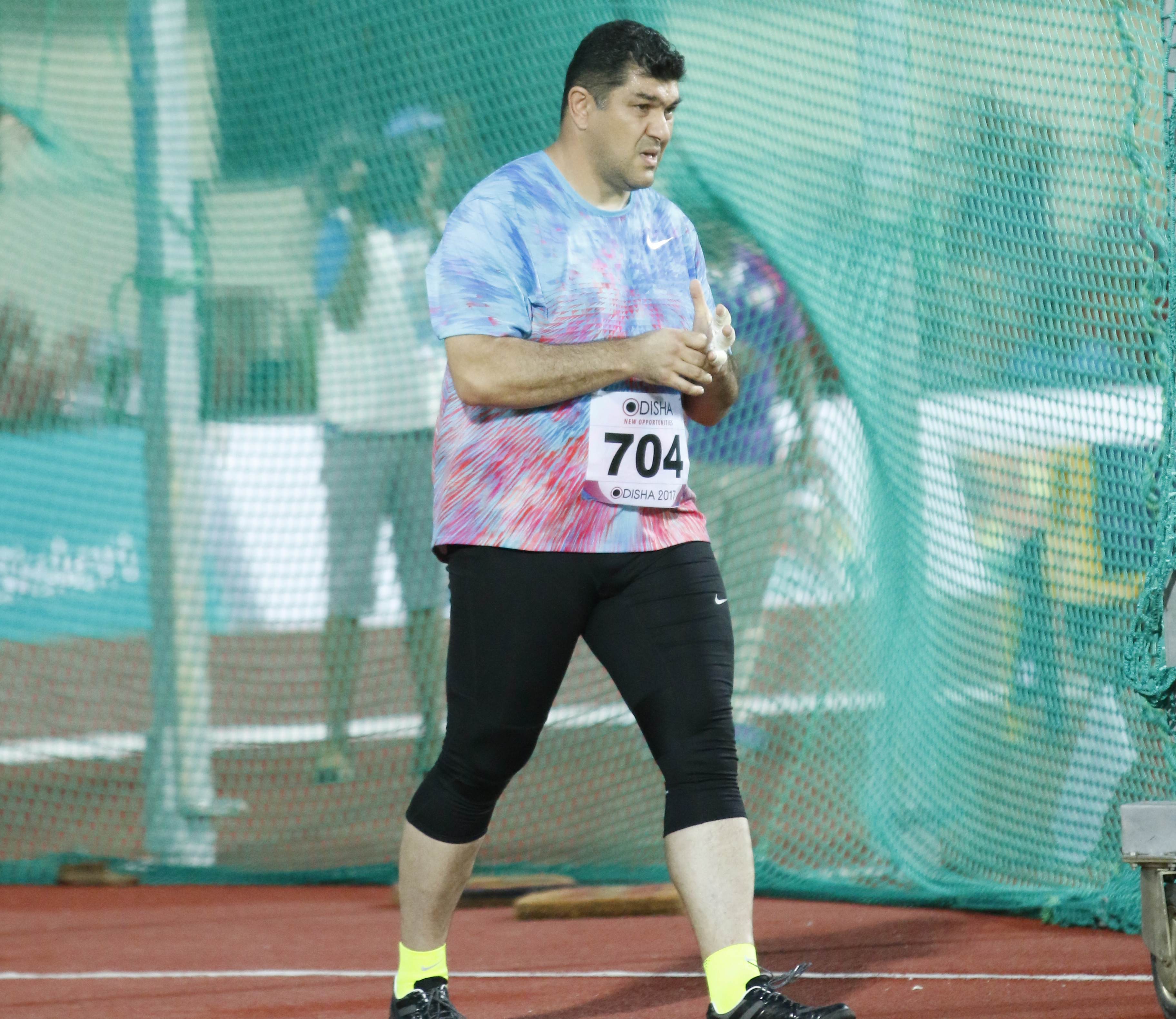
Tadschikistans erster Olympiasieger: Hammerwerfer Dilschod Nasarow

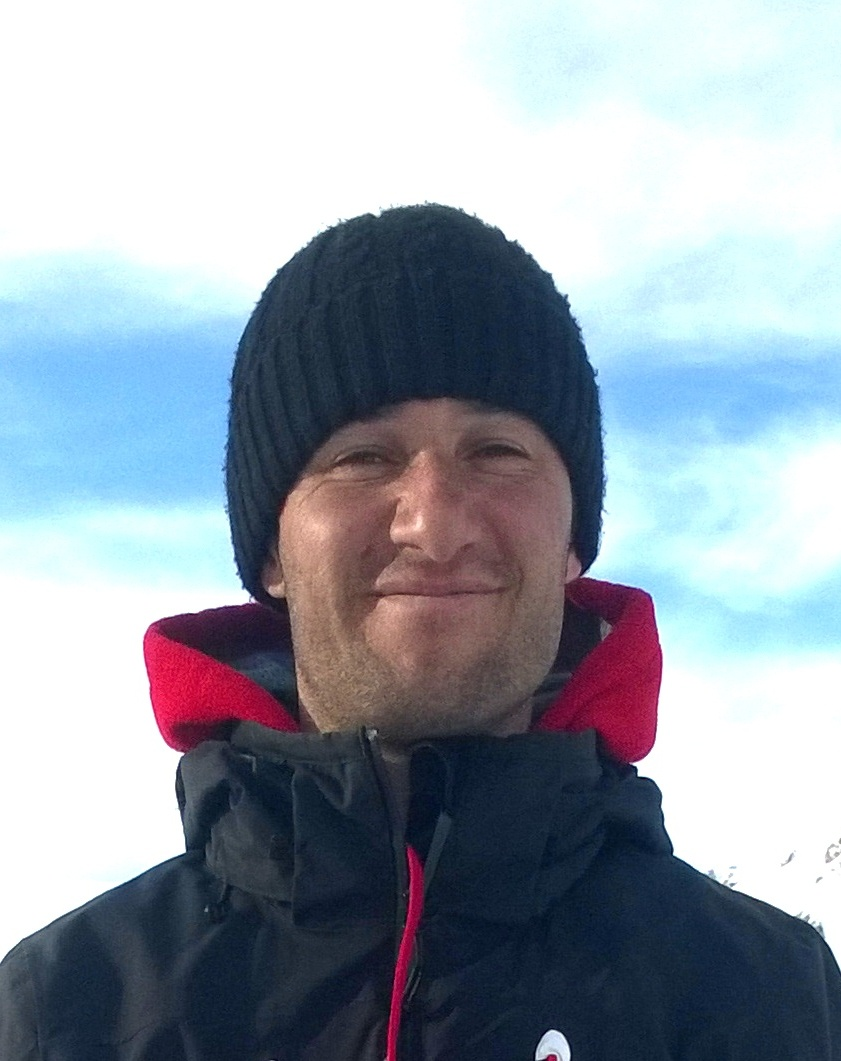
Einer von zwei tadschikischen Winter-Olympioniken: Skirennläufer Alischer Qudratow

Die erste tadschikische Olympiamannschaft bestand 1996 in Atlanta aus Leichtathleten, Boxern, Ringern, Judoka und Wasserspringern. Die ersten Olympioniken des Landes waren am 20. Juli 1996 der Judoka Saidahtam Rahimow und der Boxer Chursched Hassanow. Die erste Frau Tadschikistans war am 28. Juli die Marathonläuferin Gulsara Dodobojewa.
Bei den folgenden Teilnahmen an Winterspielen gingen tadschikische Sportler in den Sportarten Schwimmen (ab 2000), Schießen und Bogenschießen (ab 2004), Gewichtheben (ab 2008) und Taekwondo (ab 2012) an den Start.
2008 in Peking wurden die ersten Medaillen gewonnen. Zuerst gewann am 11. August 2008 der Judoka Rassul Boqijew Bronze im Leichtgewicht und wurde damit Tadschikistans erster Medaillengewinner. Zehn Tage später gewann der Freistilringer Jussuf Abdussalomow Silber im Halbschwergewicht. Die erste Frau des Landes mit einer Olympiamedaille war 2012 die Boxerin Mawsuna Tschorijewa, die Bronze im Leichtgewicht gewann.
2016 in Rio de Janeiro wurde der Leichtathlet Dilschod Nasarow mit seinem Sieg im Hammerwurf zum ersten Olympiasieger Tadschikistans. In London war Nasarow noch Zehnter geworden.

### Winterspiele
Die erste Teilnahme Tadschikistans bei Olympischen Winterspielen fand 2002 in Salt Lake City. Erster und einziger Athlet der tadschikischen Olympiamannschaft war der Skirennfahrer Andrei Drygin. Drygin war auch 2006 und 2010 einziger Teilnehmer Tadschikistans. 2014 folgte Alischer Qudratow.

### Jugendspiele
Sechs Jugendliche, vier Jungen und zwei Mädchen, nahmen bei den ersten Olympischen Jugend-Sommerspielen 2010 in Singapur in den Sportarten Leichtathletik, Boxen, Ringen, Taekwondo und Bogenschießen teil. Der Freistilringer Bachodur Kadirow gewann Silber im Mittelgewicht, die Taekwondoin Schukrona Scharifowa Bronze im Fliegengewicht.
Bei den Olympischen Jugend-Sommerspielen 2014 in Nanjing nahmen acht Jugendliche teil, fünf Jungen und drei Mädchen. Die Athleten traten in den Sportarten Leichtathletik, Schießen, Bogenschießen, Judo, Ringen und Schwimmen an, konnten jedoch keine Medaille gewinnen.

## Übersicht der Teilnehmer

### Sommerspiele
| Jahr      | Athleten                                                        | Athleten                                                        | Athleten                                                        | Flaggenträger                                                   | Sportarten                                                      | Sportarten                                                      | Sportarten                                                      | Sportarten                                                      | Sportarten                                                      | Sportarten                                                      | Sportarten                                                      | Sportarten                                                      | Sportarten                                                      | Sportarten                                                      | Medaillen                                                       | Medaillen                                                       | Medaillen                                                       | Medaillen                                                       | Medaillen                                                       |
| Jahr      | Gesamt                                                          | m                                                               | w                                                               | Flaggenträger                                                   | Leichtathletik                                                  | Boxen                                                           | Ringen                                                          | Judo                                                            | Wasserspringen                                                  | Schwimmen                                                       | Schießen                                                        | Bogenschießen                                                   | Gewichtheben                                                    | Taekwondo                                                       |                                                                 |                                                                 |                                                                 | Gesamt                                                          | Rang                                                            |
| --------- | --------------------------------------------------------------- | --------------------------------------------------------------- | --------------------------------------------------------------- | --------------------------------------------------------------- | --------------------------------------------------------------- | --------------------------------------------------------------- | --------------------------------------------------------------- | --------------------------------------------------------------- | --------------------------------------------------------------- | --------------------------------------------------------------- | --------------------------------------------------------------- | --------------------------------------------------------------- | --------------------------------------------------------------- | --------------------------------------------------------------- | --------------------------------------------------------------- | --------------------------------------------------------------- | --------------------------------------------------------------- | --------------------------------------------------------------- | --------------------------------------------------------------- |
| 1896–1948 | nicht teilgenommen                                              | nicht teilgenommen                                              | nicht teilgenommen                                              | nicht teilgenommen                                              | nicht teilgenommen                                              | nicht teilgenommen                                              | nicht teilgenommen                                              | nicht teilgenommen                                              | nicht teilgenommen                                              | nicht teilgenommen                                              | nicht teilgenommen                                              | nicht teilgenommen                                              | nicht teilgenommen                                              | nicht teilgenommen                                              | nicht teilgenommen                                              | nicht teilgenommen                                              | nicht teilgenommen                                              | nicht teilgenommen                                              | nicht teilgenommen                                              |
| 1952–1988 | Teilnahme in den Olympiamannschaften der ehemaligen Sowjetunion | Teilnahme in den Olympiamannschaften der ehemaligen Sowjetunion | Teilnahme in den Olympiamannschaften der ehemaligen Sowjetunion | Teilnahme in den Olympiamannschaften der ehemaligen Sowjetunion | Teilnahme in den Olympiamannschaften der ehemaligen Sowjetunion | Teilnahme in den Olympiamannschaften der ehemaligen Sowjetunion | Teilnahme in den Olympiamannschaften der ehemaligen Sowjetunion | Teilnahme in den Olympiamannschaften der ehemaligen Sowjetunion | Teilnahme in den Olympiamannschaften der ehemaligen Sowjetunion | Teilnahme in den Olympiamannschaften der ehemaligen Sowjetunion | Teilnahme in den Olympiamannschaften der ehemaligen Sowjetunion | Teilnahme in den Olympiamannschaften der ehemaligen Sowjetunion | Teilnahme in den Olympiamannschaften der ehemaligen Sowjetunion | Teilnahme in den Olympiamannschaften der ehemaligen Sowjetunion | Teilnahme in den Olympiamannschaften der ehemaligen Sowjetunion | Teilnahme in den Olympiamannschaften der ehemaligen Sowjetunion | Teilnahme in den Olympiamannschaften der ehemaligen Sowjetunion | Teilnahme in den Olympiamannschaften der ehemaligen Sowjetunion | Teilnahme in den Olympiamannschaften der ehemaligen Sowjetunion |
| 1992      | Teilnahme in der Olympiamannschaft des Vereinten Teams          | Teilnahme in der Olympiamannschaft des Vereinten Teams          | Teilnahme in der Olympiamannschaft des Vereinten Teams          | Teilnahme in der Olympiamannschaft des Vereinten Teams          | Teilnahme in der Olympiamannschaft des Vereinten Teams          | Teilnahme in der Olympiamannschaft des Vereinten Teams          | Teilnahme in der Olympiamannschaft des Vereinten Teams          | Teilnahme in der Olympiamannschaft des Vereinten Teams          | Teilnahme in der Olympiamannschaft des Vereinten Teams          | Teilnahme in der Olympiamannschaft des Vereinten Teams          | Teilnahme in der Olympiamannschaft des Vereinten Teams          | Teilnahme in der Olympiamannschaft des Vereinten Teams          | Teilnahme in der Olympiamannschaft des Vereinten Teams          | Teilnahme in der Olympiamannschaft des Vereinten Teams          | Teilnahme in der Olympiamannschaft des Vereinten Teams          | Teilnahme in der Olympiamannschaft des Vereinten Teams          | Teilnahme in der Olympiamannschaft des Vereinten Teams          | Teilnahme in der Olympiamannschaft des Vereinten Teams          | Teilnahme in der Olympiamannschaft des Vereinten Teams          |
| 1996      | 8                                                               | 6                                                               | 2                                                               | Andrei Abduwalijew                                              | 1                                                               | 1                                                               | 1                                                               | 3                                                               | 2                                                               |                                                                 |                                                                 |                                                                 |                                                                 |                                                                 |                                                                 |                                                                 |                                                                 |                                                                 |                                                                 |
| 2000      | 4                                                               | 2                                                               | 2                                                               | Chursched Hassanow                                              | 2                                                               |                                                                 |                                                                 |                                                                 |                                                                 | 2                                                               |                                                                 |                                                                 |                                                                 |                                                                 |                                                                 |                                                                 |                                                                 |                                                                 |                                                                 |
| 2004      | 9                                                               | 5                                                               | 4                                                               | Narqis Nabijewa                                                 | 2                                                               | 1                                                               | 4                                                               |                                                                 |                                                                 |                                                                 | 1                                                               | 1                                                               |                                                                 |                                                                 |                                                                 |                                                                 |                                                                 |                                                                 |                                                                 |
| 2008      | 15                                                              | 12                                                              | 3                                                               | Dilschod Nasarow                                                | 2                                                               | 3                                                               | 2                                                               | 3                                                               |                                                                 | 2                                                               | 1                                                               | 1                                                               | 1                                                               |                                                                 |                                                                 | 1                                                               | 1                                                               | 2                                                               | 68                                                              |
| 2012      | 16                                                              | 13                                                              | 3                                                               | Mawsuna Tschorijewa                                             | 2                                                               | 4                                                               | 4                                                               | 2                                                               |                                                                 | 1                                                               | 1                                                               |                                                                 |                                                                 | 2                                                               |                                                                 |                                                                 | 1                                                               | 1                                                               | 79                                                              |
| 2016      | 7                                                               | 5                                                               | 2                                                               | Dilschod Nasarow                                                | 2                                                               | 1                                                               |                                                                 | 2                                                               |                                                                 | 2                                                               |                                                                 |                                                                 |                                                                 |                                                                 | 1                                                               |                                                                 |                                                                 | 1                                                               | 54                                                              |
| Gesamt    | Gesamt                                                          | Gesamt                                                          | Gesamt                                                          | Gesamt                                                          | Gesamt                                                          | Gesamt                                                          | Gesamt                                                          | Gesamt                                                          | Gesamt                                                          | Gesamt                                                          | Gesamt                                                          | Gesamt                                                          | Gesamt                                                          | Gesamt                                                          | 1                                                               | 1                                                               | 2                                                               | 4                                                               | 83                                                              |

### Winterspiele
| Jahr      | Athleten                                                        | Athleten                                                        | Athleten                                                        | Flaggenträger                                                   | Sportarten                                                      | Medaillen                                                       | Medaillen                                                       | Medaillen                                                       | Medaillen                                                       | Medaillen                                                       |
| Jahr      | Gesamt                                                          | m                                                               | w                                                               | Flaggenträger                                                   | Skilanglauf                                                     |                                                                 |                                                                 |                                                                 | Gesamt                                                          | Rang                                                            |
| --------- | --------------------------------------------------------------- | --------------------------------------------------------------- | --------------------------------------------------------------- | --------------------------------------------------------------- | --------------------------------------------------------------- | --------------------------------------------------------------- | --------------------------------------------------------------- | --------------------------------------------------------------- | --------------------------------------------------------------- | --------------------------------------------------------------- |
| 1924–1948 | nicht teilgenommen                                              | nicht teilgenommen                                              | nicht teilgenommen                                              | nicht teilgenommen                                              | nicht teilgenommen                                              | nicht teilgenommen                                              | nicht teilgenommen                                              | nicht teilgenommen                                              | nicht teilgenommen                                              | nicht teilgenommen                                              |
| 1952–1988 | Teilnahme in den Olympiamannschaften der ehemaligen Sowjetunion | Teilnahme in den Olympiamannschaften der ehemaligen Sowjetunion | Teilnahme in den Olympiamannschaften der ehemaligen Sowjetunion | Teilnahme in den Olympiamannschaften der ehemaligen Sowjetunion | Teilnahme in den Olympiamannschaften der ehemaligen Sowjetunion | Teilnahme in den Olympiamannschaften der ehemaligen Sowjetunion | Teilnahme in den Olympiamannschaften der ehemaligen Sowjetunion | Teilnahme in den Olympiamannschaften der ehemaligen Sowjetunion | Teilnahme in den Olympiamannschaften der ehemaligen Sowjetunion | Teilnahme in den Olympiamannschaften der ehemaligen Sowjetunion |
| 1992      | Teilnahme in der Olympiamannschaft des Vereinten Teams          | Teilnahme in der Olympiamannschaft des Vereinten Teams          | Teilnahme in der Olympiamannschaft des Vereinten Teams          | Teilnahme in der Olympiamannschaft des Vereinten Teams          | Teilnahme in der Olympiamannschaft des Vereinten Teams          | Teilnahme in der Olympiamannschaft des Vereinten Teams          | Teilnahme in der Olympiamannschaft des Vereinten Teams          | Teilnahme in der Olympiamannschaft des Vereinten Teams          | Teilnahme in der Olympiamannschaft des Vereinten Teams          | Teilnahme in der Olympiamannschaft des Vereinten Teams          |
| 1994–1998 | nicht teilgenommen                                              | nicht teilgenommen                                              | nicht teilgenommen                                              | nicht teilgenommen                                              | nicht teilgenommen                                              | nicht teilgenommen                                              | nicht teilgenommen                                              | nicht teilgenommen                                              | nicht teilgenommen                                              | nicht teilgenommen                                              |
| 2002      | 1                                                               | 1                                                               | 0                                                               | Andrei Drygin                                                   | 1                                                               |                                                                 |                                                                 |                                                                 |                                                                 |                                                                 |
| 2006      | 1                                                               | 1                                                               | 0                                                               | Andrei Drygin                                                   | 1                                                               |                                                                 |                                                                 |                                                                 |                                                                 |                                                                 |
| 2010      | 1                                                               | 1                                                               | 0                                                               | Alischer Qudratow                                               | 1                                                               |                                                                 |                                                                 |                                                                 |                                                                 |                                                                 |
| 2014      | 1                                                               | 1                                                               | 0                                                               | Alischer Qudratow                                               | 1                                                               |                                                                 |                                                                 |                                                                 |                                                                 |                                                                 |
| 2018      | nicht teilgenommen                                              | nicht teilgenommen                                              | nicht teilgenommen                                              | nicht teilgenommen                                              | nicht teilgenommen                                              | nicht teilgenommen                                              | nicht teilgenommen                                              | nicht teilgenommen                                              | nicht teilgenommen                                              | nicht teilgenommen                                              |
| Gesamt    | Gesamt                                                          | Gesamt                                                          | Gesamt                                                          | Gesamt                                                          | Gesamt                                                          | 0                                                               | 0                                                               | 0                                                               | 0                                                               | -                                                               |

## Liste der Medaillengewinner

### Goldmedaillen
| Name             | Spiele              | Sportart       | Disziplin  |
| ---------------- | ------------------- | -------------- | ---------- |
| Dilschod Nasarow | 2016 Rio de Janeiro | Leichtathletik | Hammerwurf |

### Silbermedaillen
| Name                | Spiele      | Sportart | Disziplin                  |
| ------------------- | ----------- | -------- | -------------------------- |
| Jussuf Abdussalomow | 2008 Peking | Ringen   | Halbschwergewicht Freistil |

### Bronzemedaillen
| Name                | Spiele      | Sportart | Disziplin     |
| ------------------- | ----------- | -------- | ------------- |
| Rassul Boqijew      | 2008 Peking | Judo     | Leichtgewicht |
| Mawsuna Tschorijewa | 2012 London | Boxen    | Leichtgewicht |

## Medaillen nach Sportart
| Sportart       | Gold | Silber | Bronze | Gesamt |
| Leichtathletik | 1    | 0      | 0      | 1      |
| Ringen         | 0    | 1      | 0      | 1      |
| Boxen          | 0    | 0      | 1      | 1      |
| Judo           | 0    | 0      | 1      | 1      |
| Gesamt         | 1    | 1      | 2      | 4      |